# Ангелско цвъртящо сомче
Ангелските цвъртящи сомчета (Synodontis angelicus) са вид актиноптери от семейство Мохокиди (Mochokidae).
Разпространени са в сладководни басейни в Централна Африка. Отглеждат се като декоративни риби. Те са незастрашен вид.
Таксонът е описан за пръв път от Любина Схилтхойс през 1891 година.